# Salicornioideae
Salicornioideae  é uma  subfamília botânica da família Amaranthaceae.

## Gêneros
- Halopeplis
- Halosarcia
- Pachycornia
- Salicornia
- Sarcocornia
- Sclerostegia
- Tecticornia
- Tegicornia